# Spisek lekarzy kremlowskich

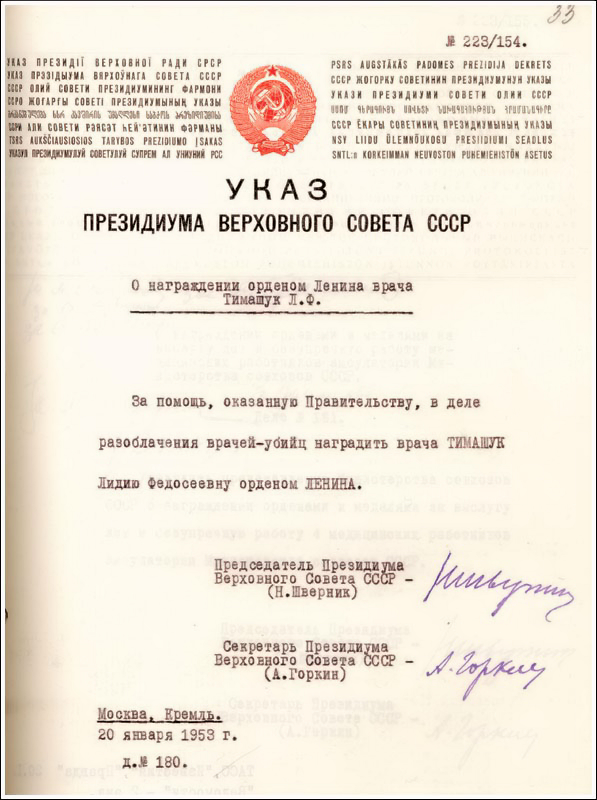
Sowiecki ukaz z 20 stycznia 1953, nadający Lidii Timaszuk Order Lenina za „zdemaskowanie lekarzy-morderców”

Spisek lekarzy kremlowskich – jedna z największych prowokacji politycznych w ZSRR o kontekście antysemickim, mająca miejsce w latach 1952–1953, niezakończona wskutek śmierci jednego z głównych jej inspiratorów, Józefa Stalina. Jej głównym celem politycznym było rozpętanie powszechnego terroru i kolejnych czystek (wzorowanych na czystkach stalinowskich z lat 1936–1938) w KPZR i strukturach państwowych ZSRR.

## Początek
Jednym z aspektów „spisku lekarzy” była wcześniejsza tzw. sprawa krymska, w której Żydowski Komitet Antyfaszystowski (JAFK), pod przywództwem działacza żydowskiego Salomona Michoelsa, zaproponował w lutym 1944 roku rządowi ZSRR powołanie na Krymie „Żydowskiej Republiki Autonomicznej” (na wzór nieudanego eksperymentu z „narodowym państwem żydowskim” przeprowadzonego w Birobidżanie w latach 30.). Reakcja Stalina była gwałtowna, uznał on propozycję JAFK za działanie na rzecz pogwałcenia integralności terytorialnej państwa sowieckiego i próbę oderwania Krymu od ZSRR, a następnie domniemanego związania się z USA i przekazania nowej republiki pod kontrolę tego państwa.
Plan prowokacji (zmierzający do wytoczenia antysyjonistycznego procesu pokazowego) zainspirował Józef Stalin, który za pomocą Ministerstwa Bezpieczeństwa Państwowego ZSRR (MGB) zorganizował nagonkę na część środowisk sowieckich Żydów. Zapoczątkowano ją w roku 1948 pod propagandowym hasłem „walki z kosmopolityzmem oraz wpływami zachodnimi”. Była to reakcja Stalina na niepożądane dla ZSRR skutki powstania państwa Izrael (mimo iż ZSRR jako pierwszy formalnie uznał to państwo), kiedy to władze ZSRR zaczęły podejrzewać środowiska żydowskie w ZSRR o sprzyjanie państwu izraelskiemu. Prześladowania, mające miejsce od roku 1948, objęły głównie Żydów uczestniczących aktywnie w ówczesnym życiu politycznym ZSRR. MGB inspirowało i organizowało kampanię propagandową i represyjną pod hasłem „walki z syjonizmem”, który miał rzekomo zagrażać ZSRR, poprzez domniemane akty sabotażu i dywersji gospodarczej (tzw. szkodnictwa).
Stalin nakazał zorganizowanie zamachu na przewodniczącego JAFK, Salomona Michoelsa w zainscenizowanym wypadku samochodowym, w wyniku którego poniósł on śmierć w styczniu 1948 w Mińsku. Aresztowania dotknęły wielu członków JAFK. Niektórych z nich osądzono, wcześniej wymuszając zeznania torturami. Proces (tzw. sprawa syjonistów), zakończył się 12 sierpnia 1952 roku wykonaniem wyroków śmierci na Salomonie Łozowskim – członku KC WKP(b), wiceministrze spraw zagranicznych i zastępcy szefa Radzieckiego Biura Informacyjnego (Sowinformbiura) – oraz 13 innych działaczach JAFK.

## Prowokacja
MGB opracowało wstępne założenia prowokacji już na jesieni roku 1952, jednak rozpoczęcie całej akcji przełożono o kilka miesięcy, z uwagi na mający się odbyć w październiku XIX zjazd partii komunistycznej. 13 stycznia 1953 roku partyjna gazeta „Prawda” podała informacje o rzekomym „spisku lekarzy”, którego celem miało być pozbawienie głównych przywódców ZSRR życia w wyniku niewłaściwego leczenia. Sprawa została propagandowo nagłośniona przez wszystkie publikatory w ZSRR, rozpętano jednocześnie publiczną nagonkę na „potworów i morderców, którzy depczą święty sztandar nauki i kryją się pod płaszczykiem szanowanego i szlachetnego zawodu lekarza i badacza”. Lekarzom zarzucono jednocześnie szpiegostwo na rzecz wywiadu brytyjskiego i amerykańskiego, które miały rzekomo działać w ZSRR poprzez „skorumpowane żydowskie organizacje nacjonalistyczno-burżuazyjne”. Stalin (chociaż zaplanował prowokację i wiedział o dacie jej rozpoczęcia), wykorzystał te informacje do oczyszczenia służb bezpieczeństwa, krytykując je za opieszałość, liberalizm, brak czujności i niewykrycie spisku. Celem Stalina byli ludzie znajdujący się w organach bezpieczeństwa państwowego związani z Ławrientijem Berią, którzy z różnych względów stali się niewygodni lub postrzegani byli jako potencjalne zagrożenie – w lutym 1953 roku w MGB nie pozostał ani jeden funkcjonariusz narodowości żydowskiej.
„Spisek lekarzy” miał szerszy kontekst polityczny, propaganda sowiecka dopatrywała się rzekomego „międzynarodowego spisku syjonistycznego”, który miał obejmować kraje komunistyczne znajdujące się w orbicie wpływów ZSRR (zwłaszcza Węgry i Czechosłowację). Wcześniej, w 1949 roku, odbył się na Węgrzech proces polityczny lokalnego działacza komunistycznego László Rajka (w tle przewijał się wątek oskarżeń o syjonizm). Także w 1952 roku wobec Żydów węgierskich wysuwano oskarżenia o sprzyjanie syjonizmowi (lub poglądy syjonistyczne) i współpracę z wywiadem Wielkiej Brytanii i Izraela. Osądzono m.in. byłego szefa policji bezpieczeństwa AVO pochodzenia żydowskiego, Pétera Gábora – zbiegło się to w czasie ze zorganizowaniem na Węgrzech prowokacji politycznej, podobnej do „spisku lekarzy” w ZSRR. Z kolei w Czechosłowacji, w listopadzie 1952 roku, odbył się proces Rudolfa Slansky`ego, polityka komunistycznego żydowskiego pochodzenia i byłego sekretarza generalnego Komunistycznej Partii Czechosłowacji. Zgodnie z instrukcjami płynącymi z ZSRR, komunistyczna propaganda i środki masowego przekazu łączyła proces Slansky`ego i sprawę „spisku lekarzy” jako „ogniwa tego samego łańcucha zbrodniczej działalności angielsko-amerykańskich imperialistów oraz ich lokai, którzy chcą rozpętać nową wojnę światową”.
Pod koniec 1952 roku w ZSRR (w czasie rozpoczęcia procesu Slansky`ego w Czechosłowacji), podczas gdy „spisek lekarzy” nie był jeszcze nagłaśniany publicznie, oczekując na realizację przez MBG – Józef Stalin zlecił zaufanym służbom praktyczne wdrożenie prowokacji dotyczącej „spisku lekarzy”. Sprawa rozpoczęła się od donosu lekarki Lidii Timaszuk (osoby o statusie tajnego współpracownika MGB) z lecznicy na Kremlu, która poinformowała Stalina w grudniu 1952 roku o zamiarze jego uśmiercenia przez lekarzy-specjalistów z kremlowskiego szpitala, w większości będącymi pochodzenia żydowskiego. Zamiar uśmiercenia według donosu miał dotyczyć także grupy wysokich funkcjonariuszy partii komunistycznej, rządu ZSRR i wojska. Szef MGB Siemion Ignatiew wraz z zastępcą Matremianem Riuminem otrzymali niezwłocznie rozkaz dostarczenia „dowodów” na te oskarżenia. Stalin zakomunikował im, iż „jeśli nie uda wam się zdobyć przyznania się do winy lekarzy, skrócimy was o głowę” (według relacji przedstawionej przez Chruszczowa na XX zjeździe partii komunistycznej w 1956 roku). Szybko aresztowano rzekomych „lekarzy szkodników”. Byli to: Aleksiej Abrikosow, Jakow Etinger, A. Feldman, Aleksandr Grinsztejn, P. Jegorow, G. Majorow, Borys Kogan,  Miron Wowsi, a także – od ponad 20 lat – osobisty lekarz Stalina Władimir Winogradow.

## Śledztwo
Wkrótce rozpoczęto śledztwo, którym Józef Stalin kierował osobiście, na bieżąco instruując oficerów śledczych MGB co do metod przesłuchań i postępowania z aresztowanymi i formułowania zarzutów przeciwko nim. W efekcie zarzuty postawiono 5 wybitnym lekarzom i profesorom, byli to: Etinger, Feldman, Grinstein, Kogan i Wowsi. Zarzucono im udział w nacjonalistycznej organizacji syjonistycznej „Joint” (którego szefem miał być nieżyjący od sierpnia szef JAFK, Solomon Michoels - rodzony brat M. Wowsiego), która miała być założona przez amerykańską Centralną Agencję Wywiadowczą. Kolejne zarzuty otrzymali Jegorow, Kogan, Majorow i osobisty lekarz Stalina Winogradow - zarzuty dotyczyły długoletniej współpracy z wywiadem brytyjskim oraz domniemanego otrucia Andrieja Żdanowa i Aleksandra Szczerbakowa (byłego szefa Centralnego Zarządu Politycznego Armii Czerwonej). Dodatkowe zarzuty dotyczyły domniemanej próby zabójstwa kilku admirałów i marszałków ZSRR, w tym Iwana Koniewa i Aleksandra Wasilewskiego. Podczas aresztowania lekarzy poddawano torturom, w wyniku czego przyznali się do zarzucanych im czynów. Dwaj lekarze, Kogan i Etinger, zmarli w czasie śledztwa na skutek obrażeń.

## Skutki
Wkrótce po doniesieniach prasowych o „spisku lekarzy” i zapadnięciu wyroków skazujących, w ZSRR rozpoczęła się wielka kampania antysemicka. 20 stycznia 1953 r. Lidia Timaszuk, autorka donosu do Stalina (i jednocześnie tajny współpracownik MGB, o czym wówczas opinia publiczna nie wiedziała), została odznaczona Orderem Lenina. Prasa sowiecka rozpisywała się o jej zasługach dla ZSRR, przyrównując ją do Joanny d’Arc i nazywając „wielką córą narodu radzieckiego”. Wkrótce publikatory w ZSRR ogłosiły Timaszuk „wyzwolicielką ojczyzny od zaprzysięgłych wrogów”. Równolegle rozpoczęło się wyrzucanie osób narodowości żydowskiej ze szpitali, laboratoriów, placówek naukowych, uczelni medycznych (w szczególności z katedr). Niektóre instytucje straciły ok. 50 procent personelu. Zakazano również wydawania książek, których autorami byli Żydzi. Zabroniono nawet stosowania leków, które opracowali żydowscy lekarze. Na skutek kampanii propagandowej wielu ludzi bezrefleksyjnie uwierzyło w pierwsze doniesienia „Prawdy” z 13 stycznia 1953 roku, dotyczące „spisku lekarzy”, dochodziło na tym tle do pobić osób narodowości żydowskiej - przybierających również formę pogromów. Sytuacja środowiska lekarzy w ZSRR, w związku z „wykryciem” domniemanego spisku, stała się kłopotliwa. Ryzykowne stało się wykonywanie zawodu lekarza, w szczególności dla osób narodowości żydowskiej. MGB stosowały również represje i aresztowania (również wobec lekarzy nie-Żydów), często na skutek zadenuncjowania przez pacjentów. O absurdach, które rządziły w tym okresie środowiskiem medycznym oraz naukowym pisał w swoich klasycznych wspomnieniach patomorfolog Jakow Rapoport.
Incydenty te wywołały reakcję części organizacji międzynarodowych, w celach protestacyjnych do Moskwy udali się członkowie Światowej Rady Obrońców Pokoju - Paul Robeson oraz francuski fizyk i komunista Frédéric Joliot-Curie. Stalin jednak nie zgodził się na spotkanie. W proteście przeciwko antyżydowskim posunięciom w ZSRR, członkowie syjonistyczno-nacjonalistycznego podziemia podłożyli 9 lutego 1953 roku bombę pod ambasadę sowiecką w Tel Awiwie. W trzy dni później Kreml zerwał stosunki dyplomatyczne z Izraelem. Do ponownego ich nawiązania doszło w lipcu 1953, w cztery miesiące po śmierci Stalina. Sprawcy zamachu zostali skazani w Izraelu na kary więzienia, nie spowodowało to jednak w ZSRR osłabienia kampanii rozpętanej wokół „spisku lekarzy”.
Sprawa „spisku lekarzy” zakończyła się wraz z nagłą śmiercią Józefa Stalina w dniu 5 marca 1953 roku – zbiegiem okoliczności w dniu święta Purim – i nie została doprowadzona do końca. Aresztowani lekarze, którzy zdołali przeżyć, zostali zwolnieni. Na wolność wyszedł także były wiceminister spraw zagranicznych ZSRR Iwan Majski (zaufany człowiek Wiaczesława Mołotowa), aresztowany 19 lutego 1953 roku w związku ze „spiskiem lekarzy” (pod zarzutami działalności agenturalnej na rzecz wywiadu brytyjskiego) i skazany na 6 lat więzienia. Majski został zwolniony w 1956 roku, a w 1960 roku został zrehabilitowany.